# Jan Bierhanzl
Jan Bierhanzl (* 1983 Praha) je český VŠ pedagog a vědecký pracovník.

## Profesní život
V letech 2002–2008 studoval románskou filologii a filosofii na FF UK v Praze. Poté absolvoval několik studijních pobytů ve Francii.
Pracovník Fakulty humanitních studií Univerzity Karlovy. Od roku 2012 též postdoktorand v Oddělení současné kontinentální filosofie ve Filosofickém ústavu Akademie věd ČR. Byly mu uděleny tituly Mgr. a Ph.D.
Specializuje se na současnou francouzskou filozofii, zvláště na Emmanuela Levinase, jehož etické myšlení zkoumal v knize La rupture du sens. Corps, langage et non-sens dans la pensée de la signifiance éthique d’Emmanuel Levinas (2014). Společně s Karlem Novotným vydal kolektivní monografii: Za hranicemi tváře. Levinas a socialita jako speciální číslo Filosofického časopisu, 2/2014. V roce 2015 převzal z rukou Jiřího Drahoše tzv. Wichterleho prémii, finančně podporující mladé badatele za oblast humanitních a společenských věd. V roce 2016 mu vyšel článek v časopise Protestant: Uprchlík, člověk a občan. V roce 2017 publikoval článek o biskupovi Tomáši Holubovi: Apoštol neoliberalismu.

## Občanské aktivity
V roce 2015 podepsal výzvu Vědci proti strachu a lhostejnosti. Téhož roku protestoval v otevřeném dopise kardinálu Dukovi proti tomu, že za prezidenta Zemana odsloužil v Lánech mši svatou. V roce 2017 podepsal otevřený dopis zastupitelům Magistrátu hlavního města Prahy proti výstavbě Mariánského sloupu na Staroměstském náměstí. V únoru 2018 inicioval dopis sta signatářů do Vatikánu proti prodloužení mandátu arcibiskupa Dominika Duky po jeho dovršení věku 75 let. Dopis byl zveřejněn 14. února 2018. Tato poslední iniciativa sklidila i nesouhlasné ohlasy od některých osobností společenského života. Následně prezident Miloš Zeman zaslal osobní dopis papežovi, ve kterém dokládal arcibiskupovy osobní kvality. O prodloužení mandátu se v něm nezmínil. Lidovecký europoslanec Tomáš Zdechovský na svém blogu uvedl, že většina signatářů dopisu nejsou katolíci. V rozhovoru pro DVTV 20. února 2018 Jan Bierhanzl připustil, že může mluvit pouze za pět katolíků a katoliček, kteří psali dopis původně. Za ostatní signatáře mluvit nemůže, protože je osobně nezná.